# Adélie Glacier
Adélie Glacier är en glaciär i Antarktis. Den ligger i Östantarktis. Nya Zeeland gör anspråk på området. Adélie Glacier ligger 261 meter över havet.
Terrängen runt Adélie Glacier är varierad. Havet är nära Adélie Glacier i nordvästlig riktning. Trakten är obefolkad utan några samhällen i närheten. 